# Monstret i Florens
Monstret i Florens, eller Il Mostro är namnet som myntades för den italienske mördaren, eller mördarna, som mellan 1968 och 1985 mördade 16 personer i omgivningarna till Florens. Samma vapen användes vid alla morden och gärningsmannamönstret var detsamma. Bland annat överfölls älskande par i bilar och kvinnans könsorgan skar ut som trofé. Under utredningen om morden fängslades flera misstänkta, men ingen kunde fällas, i en brottsutredning som beskrivits som den mest omfattande och kostsamma i Italiens historia.
Den engelska författaren Magdalen Nabb skrev 1996 romanen The Monster of Florence som baserades på omfattande efterforskningar. Nabb menade att boken fått skönlitterär form för att skydda henne mot repressalier. 2008 publicerade den amerikanske författaren Douglas Preston tillsammans med den italienske journalisten Mario Spezi, som följt mordutredningen under alla dess år, faktaskildringen The Monster of Florence: A True Story ("Monstret i Florens" i svensk översättning), där de kommer till ungefär samma slutsatser som Nabb.
Det har publicerats åtskilliga andra böcker och filmer, både om mordutredningen och med teorier om mördaren eller mördarna.

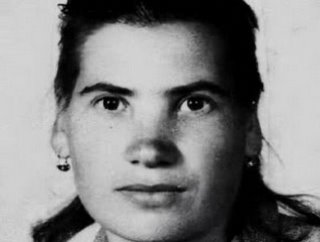
Barbara Locci

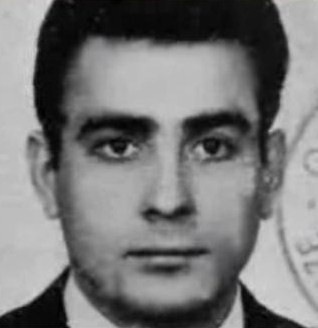
Antonio Lo Bianco

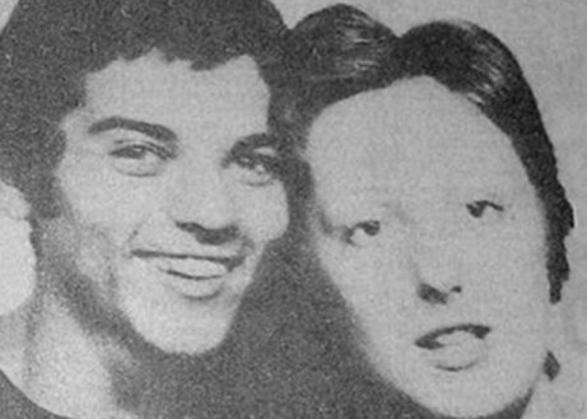
Pasquale Gentilcore och Stefania Pettini.

## Offer
- 21 augusti 1968: Antonio Lo Bianco (29) och Barbara Locci (32)
- 15 september 1974: Pasquale Gentilcore (19) och Stefania Pettini (18)
- 6 juni 1981: Giovanni Foggi (30) och Carmela Di Nuccio (21)
- 23 oktober 1981: Stefano Baldi (26) och Susanna Cambi (24)
- 19 juni 1982: Paolo Mainardi (22) och Antonella Migliorini (20)
- 9 september 1983: Wilhelm Friedrich Horst Meyer (24) och Jens Uwe Rüsch (24)
- 29 juli 1984: Claudio Stefanacci (21) och Pia Gilda Rontini (18)
- 7-8 september 1985: Jean Michel Kraveichvili (25) och Nadine Mauriot (36)